# Nanaguna albisecta
Nanaguna albisecta är en fjärilsart som beskrevs av George Francis Hampson 1905. Nanaguna albisecta ingår i släktet Nanaguna och familjen trågspinnare. Inga underarter finns listade i Catalogue of Life.